# Sophronica vittipennis
Sophronica vittipennis là một loài bọ cánh cứng trong họ Cerambycidae.